# Bistum Piazza Armerina
Das Bistum Piazza Armerina (lat.: Dioecesis Platiensis, ital.: Diocesi di Piazza Armerina) ist eine auf Sizilien gelegene Diözese der römisch-katholischen Kirche mit Sitz in Piazza Armerina. Sie gehört zur Kirchenprovinz Agrigent in der Kirchenregion Sizilien und ist ein Suffraganbistum des Erzbistums Agrigent.

## Weblinks

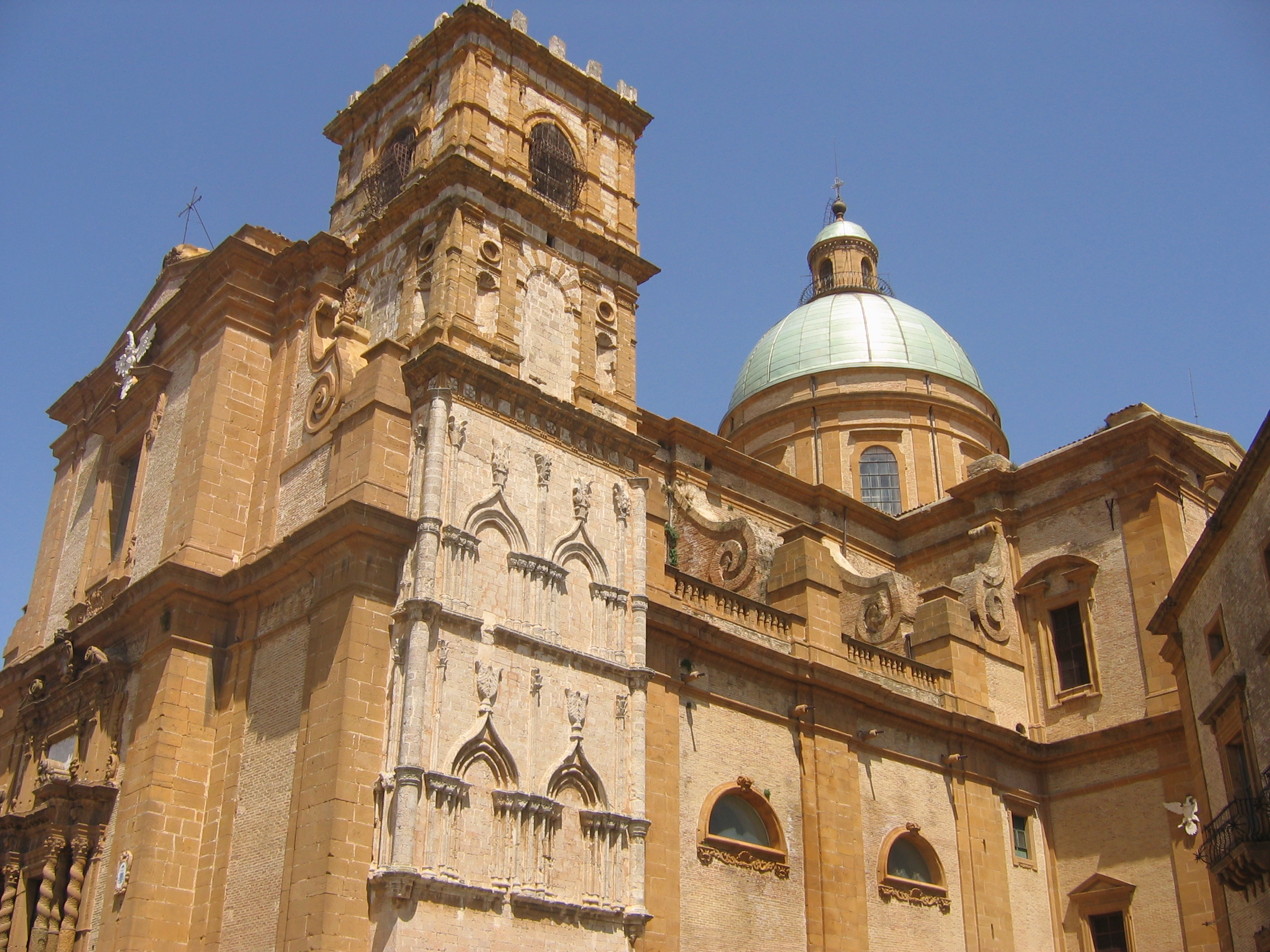
Kathedrale Cattedrale di Maria SS. delle Vittorie

## Geschichte
Das Bistum Piazza Armerina wurde am 3. Juli 1817 als Suffraganbistum des Erzbistums Monreale errichtet. Als die Kirchenprovinz Monreale am 2. Dezember 2000 aufgelöst wurde, wurde das Bistum der neu gegründeten Kirchenprovinz Agrigent zugeordnet.